# 重庆内环快速公路
重庆内环快速公路为重庆市建成的一条围绕重庆主城区的快速路，全长75公里。重庆内环快速公路是利用国家主骨架公路规划中穿越重庆市的兰海高速公路和包茂高速公路两条过境国家高速主干线联结而成的环绕重庆主城区的快速公路。重庆内环高速公路1995年10月动工，于2002年底建成通车。

## 概述
重庆内环快速公路重庆市修建的第一条环线高速公路，由三段组成，分别是兰海高速公路南环至北环段，包茂高速公路南环至童家院子段，沪渝高速公路北环至东环段
重庆内环快速公路，经沙坪坝区杨公桥，跨重庆高家花园嘉陵江大桥至江北区石马河，再经渝北区人和、童家院子，跨重庆大佛寺长江大桥至南岸区弹子石，在四公里穿过真武山隧道后沿茶园至巴南区界石，两条线路绕重庆主城区几乎四分之三环。重庆市为了更好发挥这两条快速公路的作用，完善路网结构，并减轻过境车辆穿越主城区的压力，决定在上桥与界石间修建上界高速公路，构成一条完整的环线高速公路。
最初这条高速公路被命名为重庆外环高速公路，后来随着重庆高速公路规划的出台，重庆围绕中心城区将建设三条高速公路环线，于是这条高速最终被命名为重庆内环高速公路。并于2010年正式由内环高速公路改名为内环快速公路。
重庆内环高速公路全长75公里，路基宽31.5米，双向六车道，全封闭全立交，设计时速100公里/小时，驾车跑完环线仅需40分钟。

## 大事记
- 2000年4月28日，上桥至童家院子段建成通车。
- 2001年12月26日，童家院子至界石段通车。
- 2002年底，上桥至界石段建成通车。
- 2003年2月15日，内环高速公路全线实现联网收费。
- 2003年7月1日，内环高速公路纳入主城区路桥年票制。
- 2005年9月8日，重庆内环高速公路各立交桥更换名称，确定童家院子段为里程起始点。
- 2010年初，内环高速公路所有收费站拆除，同时，名称由内环高速公路更名为内环快速公路。

## 互通枢纽及服务设施
| 地区                                                                                         | 里程           | 类型                              | 名称                                        | 连接                                                                                     | 说明                                                                          |
| 包茂高速公路段                                                                               | 包茂高速公路段 | 包茂高速公路段                    | 包茂高速公路段                              | 包茂高速公路段                                                                           | 包茂高速公路段                                                                |
| -------------------------------------------------------------------------------------------- | -------------- | --------------------------------- | ------------------------------------------- | ---------------------------------------------------------------------------------------- | ----------------------------------------------------------------------------- |
| 重庆市 渝北区                                                                                |                | 枢纽 · 出入口                     | 东环互通（童家院子立交）                    | 渝宜高速、 渝长高速、 快速路五纵线（机场路） 民心路、金童路                              | 重庆江北国际机场 重庆北站                                                     |
| 重庆市 渝北区                                                                                |                | 出入口                            | 五童立交                                    | 渝鲁大道                                                                                 | 与庐山立交连通中，连通后还可连接庐山大道、木桃路、重庆北站连接道 无北方向入口 |
| 重庆市 江北区                                                                                |                | 出入口                            | 五桂立交                                    | 海尔路                                                                                   |                                                                               |
| 长江                                                                                         |                | 河流                              | 大佛寺长江大桥                              | 大佛寺长江大桥                                                                           |                                                                               |
| 重庆市 南岸区                                                                                |                | 停车场 · 加油设施 · 修车站 · 餐厅 | 大佛寺服务区                                | 大佛寺服务区                                                                             |                                                                               |
| 重庆市 南岸区                                                                                |                | 出入口                            | 黄桷湾立交                                  | 快速路三横线（朝天门大桥东延长线）、六联络线（渝航大道） 弹广路、腾黄路                  | 重庆江北国际机场                                                              |
| 重庆市 南岸区                                                                                |                | 出入口                            | 东水门大桥南立交 （上新街立交）             | 东水门大桥南延长线、涂山路                                                               | 无南方向出口，涂山路无南、北方向入口 北方向出口需通过南山立交匝道             |
| 重庆市 南岸区                                                                                |                | 出入口                            | 南山立交                                    | 茶园路、 龙黄公路                                                                        | 北方向入口和南方向出口需通过东水门大桥南立交匝道                              |
| 重庆市 南岸区                                                                                |                | 出入口                            | 江南立交                                    | 快速路四横线（海峡路）                                                                   |                                                                               |
| 重庆市 南岸区                                                                                |                | 隧道                              | 真武山隧道                                  | 真武山隧道                                                                               |                                                                               |
| 重庆市 南岸区                                                                                |                | 出入口                            | 茶园立交                                    | 玉马路、梨花大道                                                                         | 规划连接快速路六纵线                                                          |
| 重庆市 南岸区                                                                                |                | 出入口                            | 雷家桥立交（庆隆立交）                      | 米兰路、雷家桥路                                                                         |                                                                               |
| 重庆市 巴南区                                                                                |                | 出入口                            | 鹿角立交                                    | 天鹿大道                                                                                 | 规划连接 渝湘高速扩能项目、鹿角隧道                                           |
| 重庆市 巴南区                                                                                |                | 出入口                            | 南泉立交                                    | 421县道                                                                                  |                                                                               |
| 重庆市 巴南区                                                                                |                | 枢纽 · 出入口                     | 南环互通（界石立交）                        | 渝湘高速、 渝黔高速 富城路                                                               |                                                                               |
| 兰海高速公路段                                                                               |                |                                   |                                             |                                                                                          |                                                                               |
| 重庆市 巴南区                                                                                |                | 隧道                              | 吉庆隧道                                    | 吉庆隧道                                                                                 |                                                                               |
| 重庆市 巴南区                                                                                |                | 隧道                              | 小泉隧道                                    | 小泉隧道                                                                                 |                                                                               |
| 重庆市 巴南区                                                                                |                | 出入口                            | 巴南立交                                    | 快速路五纵线（渝南大道）、龙洲大道                                                       |                                                                               |
| 重庆市 巴南区                                                                                |                | 出入口                            | 华陶立交                                    | 建设大道                                                                                 |                                                                               |
| 长江                                                                                         |                | 河流                              | 马桑溪长江大桥                              | 马桑溪长江大桥                                                                           |                                                                               |
| 重庆市 大渡口区                                                                              |                | 出入口                            | 大渡口立交                                  | 银桥路                                                                                   |                                                                               |
| 重庆市 大渡口区                                                                              |                | 出入口                            | 新华立交                                    | 快速路三纵线（西城大道、陈庹路）                                                         |                                                                               |
| 重庆市 九龙坡区                                                                              |                | 出入口                            | 华岩立交                                    | 快速路二纵线（迎宾大道）、华龙大道、龙门阵大道、华建支路                                 | 改建为组合立交                                                                |
| 重庆市 九龙坡区                                                                              |                | 停车场 · 加油设施 · 修车站 · 餐厅 | 华岩服务区                                  | 华岩服务区                                                                               |                                                                               |
| 重庆市 九龙坡区                                                                              |                | 出入口                            | 凤中立交                                    | 凤中路、新区大道、华岩寺路、重庆西站南循环道                                             | 重庆西站                                                                      |
| 重庆市 沙坪坝区                                                                              |                | 出入口                            | 老凤中立交                                  | 凤中路                                                                                   | 拆除部分匝道，并入新的凤中立交                                                |
| 重庆市 沙坪坝区                                                                              |                | 枢纽 · 出入口                     | 西环互通（上桥立交）                        | 成渝高速、 成渝环线高速、快速路四横线（龙腾大道） 清水溪路、清水溪支路、重庆西站北循环道 | 改扩建中 开始与 成渝环线高速共线 重庆西站（无南方向入口、北方向出口）         |
| 重庆市 沙坪坝区                                                                              |                | 停车场 · 加油设施 · 修车站 · 餐厅 | 高滩岩服务区                                | 高滩岩服务区                                                                             |                                                                               |
| 重庆市 沙坪坝区                                                                              |                | 枢纽 · 出入口                     | 高滩岩立交                                  | 成渝环线高速 梨高路                                                                      | 结束与 成渝环线高速共线 无南方向出口、北方向入口                              |
| 重庆市 沙坪坝区                                                                              |                | 出入口                            | 红槽房立交                                  | 天梨路                                                                                   | 无南方向入口、北方向出口                                                      |
| 重庆市 沙坪坝区                                                                              |                | 出入口                            | 杨公桥立交                                  | 渝碚路、沙杨路、杨公路                                                                   | 沙坪坝站                                                                      |
| 重庆市 沙坪坝区                                                                              |                | 出入口                            | 高家花园立交                                | 磁童路、金沙正街、金沙东路                                                               | 继续修建中，完工后可连接沙滨路、沙北街、劳动路                                |
| 嘉陵江                                                                                       |                | 河流                              | 高家花园嘉陵江大桥 高家花园嘉陵江大桥复线桥 | 高家花园嘉陵江大桥 高家花园嘉陵江大桥复线桥                                              |                                                                               |
| 重庆市 江北区                                                                                |                | 出入口                            | 石马河立交                                  | 快速路三横线（松石大道、双碑大桥东延长线）                                               |                                                                               |
| 重庆市 江北区                                                                                |                | 出入口                            |                                             | 武江路（双碑大桥东延长线）                                                               | 无南方向入口、北方向出口                                                      |
| 重庆市 江北区                                                                                |                | 出入口                            | 石子山立交                                  | 盘溪路                                                                                   | 无东方向入口、西方向出口                                                      |
| 沪渝高速公路段                                                                               |                |                                   |                                             |                                                                                          |                                                                               |
| 重庆市 渝北区                                                                                |                | 枢纽 · 出入口                     | 北环互通（余家湾立交）                      | 渝武高速 快速路三纵线（余松路）                                                          |                                                                               |
| 重庆市 渝北区                                                                                |                | 出入口                            | 星光立交                                    | 星光大道、龙华大道                                                                       | 无西方向入口、东方向出口                                                      |
| 重庆市 渝北区                                                                                |                | 枢纽 · 出入口                     | 人和立交                                    | 机场路 快速路四纵线（人和大道、民安大道）、红锦大道、黄山大道、金童路                    | 重庆江北国际机场 重庆北站（仅东方向出口）                                     |
| 1.000 英里 = 1.609 千米；1.000 千米 = 0.621 英里 并行路段 • 已关闭／取消 • 限制进入 • 未开放 |                |                                   |                                             |                                                                                          |                                                                               |